# W małym domku
W małym domku – utwór dramatyczny autorstwa Tadeusza Rittnera z 1904 roku.

## Treść
Akcja utworu rozgrywa się w małym mieście w Galicji. Młoda kobieta zostaje uwiedziona przez przystojnego lekarza. Kiedy zachodzi w ciążę, lekarz decyduje się zachować z honorem i ożenić się z nią, choć wie, że w ten sposób zaprzepaszcza swoją karierę. Po ślubie jednak traktuje swoją niewykształconą żonę z bardziej lub mniej uświadomioną pogardą. Kobieta znajduje sobie więc kochanka. Kiedy mąż przyłapuje ją na zdradzie, zabija ją i sam popełnia samobójstwo.
Charakterystyczne w utworze jest to, że żaden z bohaterów nie jest jednoznacznie dobry, ani jednoznacznie zły. Autor nie ocenia ani nie kategoryzuje bohaterów. Interesuje go głównie psychologia występujących w dramacie postaci. Utwór cieszył się dużą popularnością w okresie Młodej Polski. W 1921 roku dramat ten został sparodiowany przez Stanisława Ignacego Witkiewicza w jego sztuce W małym dworku.